# Dystrykt Nakonde
Dystrykt Nakonde – dystrykt w północno-wschodniej Zambii w Prowincji Północnej. W 2000 roku liczył 75 135 mieszkańców (z czego 49,66% stanowili mężczyźni) i obejmował 15 305 gospodarstw domowych. Siedzibą administracyjną dystryktu jest Nakonde.